# Porta Nuova (Ravenna)
Porta Nuova, anche detta porta Gregoriana o porta Pamphilia, è una porta monumentale di Ravenna, che si trova nell'estremo sud di via di Roma, nella parte meridionale della città.

## Storia
Le origini di questa porta risalgono alla fine del Cinquecento, quando nel 1578 si decise di sostituire la preesistente porta San Lorenzo che versava in cattive condizioni.
(Bernardo de' Rossi sullo stato della porta San Lorenzo)
Porta Nuova fu quindi eretta tra il 1580 e il 1585 a circa 150 metri dal precedente ingresso e denominata porta Gregoriana in onore di Gregorio XIII il papa regnante dell'epoca. I lavori furono compiuti dal presidente della Romagna, Giovanni Pietro Ghisleri:
(Tomaso Tomai, Historia di Ravenna)
L'opera fu parte di un processo di rinnovamento della zona che accompagnò la costruzione della basilica di Santa Maria in Porto e il rinnovamento della strada per Cervia. Venne costruito anche un ponte sul fiume Ronco che lambiva la città presso la porta. Inoltre fu posta un'iscrizione che elencava i lavori promulgati dal papa nel ravennate, ricordando le bonifiche di alcune paludi circostanti, il risanamento delle saline di Cervia e la restaurazione del porto di Cesenatico.
(Epigrafe un tempo collocata sopra la porta)

Un secolo dopo, il cardinale Giovanni Stefano Donghi, con l'intento di rilanciare la città ricollegandola al mare, decise di far costruire un nuovo canale navigabile. La darsena del nuovo corso, ottenuto dal porto Candiano di Classe, terminava dinanzi alla porta. Venne quindi deciso di restaurarla e i lavori iniziarono nel 1653. All'inaugurazione del canale, chiamato Pamphilio, anche la porta fu ridenominata, assumendo il nome di Pamphilia in onore di Innocenzo X Pamphili. A ricordo dell'evento, l'anno seguente, furono posizionate due epigrafi ai lati della facciata esterna:
(A sinistra)
(A destra)
A inizio Ottocento sì avanzò l'ipotesi di ristrutturare la porta dandole una connotazione più monumentale. A questo proposito l'architetto Pietro Matteucci preparò il Progetto di riduzione di Porta Nuova che proponeva un lavoro di stampo neoclassico. Nello studio compare anche la rosta di porta Alberoni, aggiunta all'arco di porta Nuova nel 1885 dopo la demolizione della prima, avvenuta per far spazio alla costruenda ferrovia.
Dopo l'unità d'Italia venne anche chiamata porta Garibaldi, a causa dell'omonima via che la attraversava. Tuttavia, sebbene rinominata più volte, la denominazione più diffusa rimase quella ufficiosa di porta Nuova, ottenuta all'inizio, dopo la sostituzione della precedente porta San Lorenzo.
Tra il 1883 e il 1929 è stata attiva la tranvia Forlì-Ravenna che passava proprio sotto la porta, per proseguire verso Forlì attraverso via Ravegnana.
Sulla facciata interna sono state aggiunte due piccole lapidi commemorative in onore di Francesco Segurini e Mario Montanari morti rispettivamente nel 1921 e nel 1944.
Nel 1997, sulla parete interna della porta, è stata affissa una lastra di marmo commemorativa nel 53° avversario della liberazione della città avvenuta sul finire della seconda guerra mondiale che recita:
(Iscrizione presente sulla lastra commemorativa)
Nel 2004 il comune di Ravenna ha commissionato dei lavori di restauro e consolidamento volti a migliorare l'integrità strutturale dell'edificio.

## Galleria d'immagini

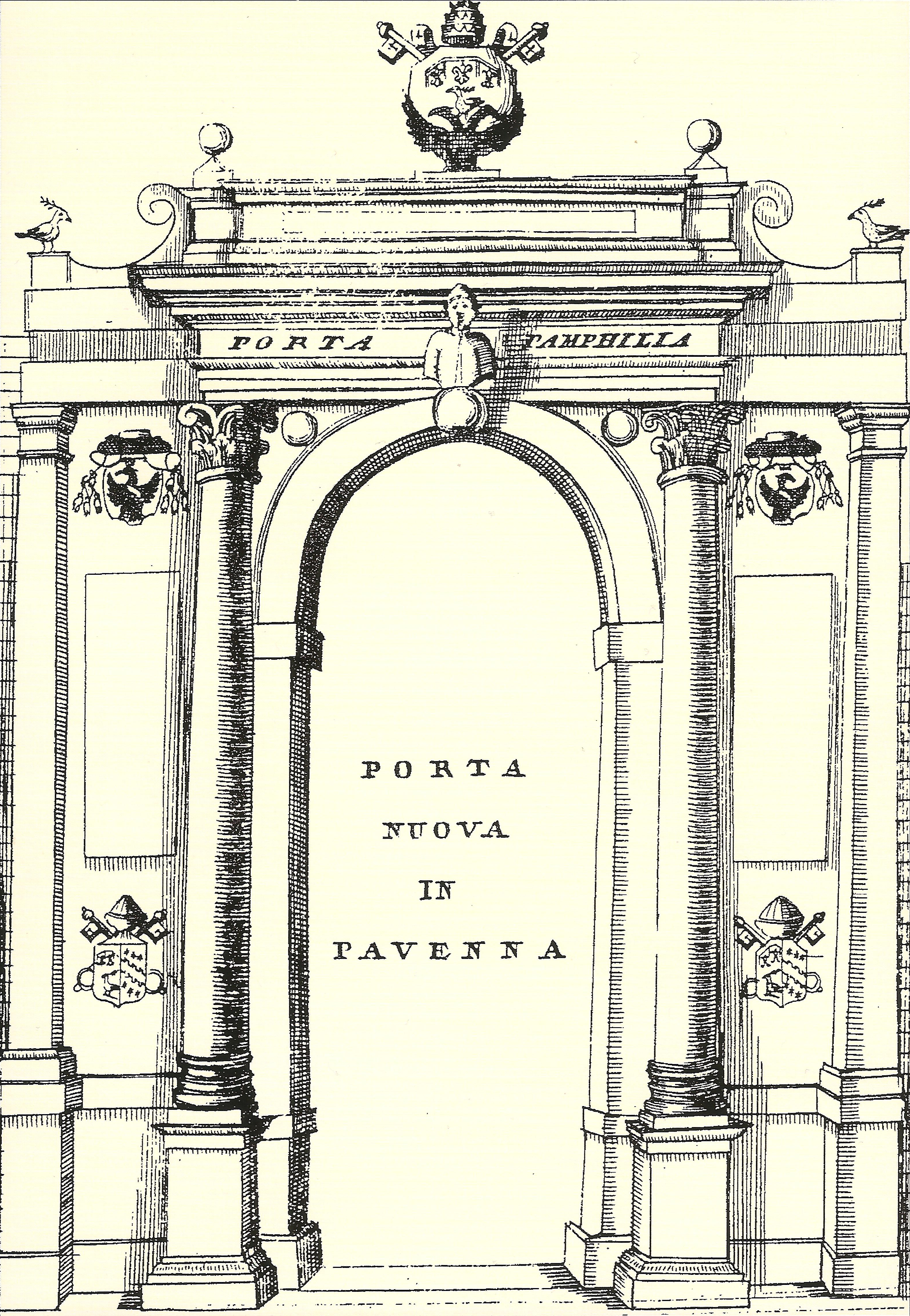
Disegno di porta Nuova di Vincenzo Maria Coronelli 1708-1709.
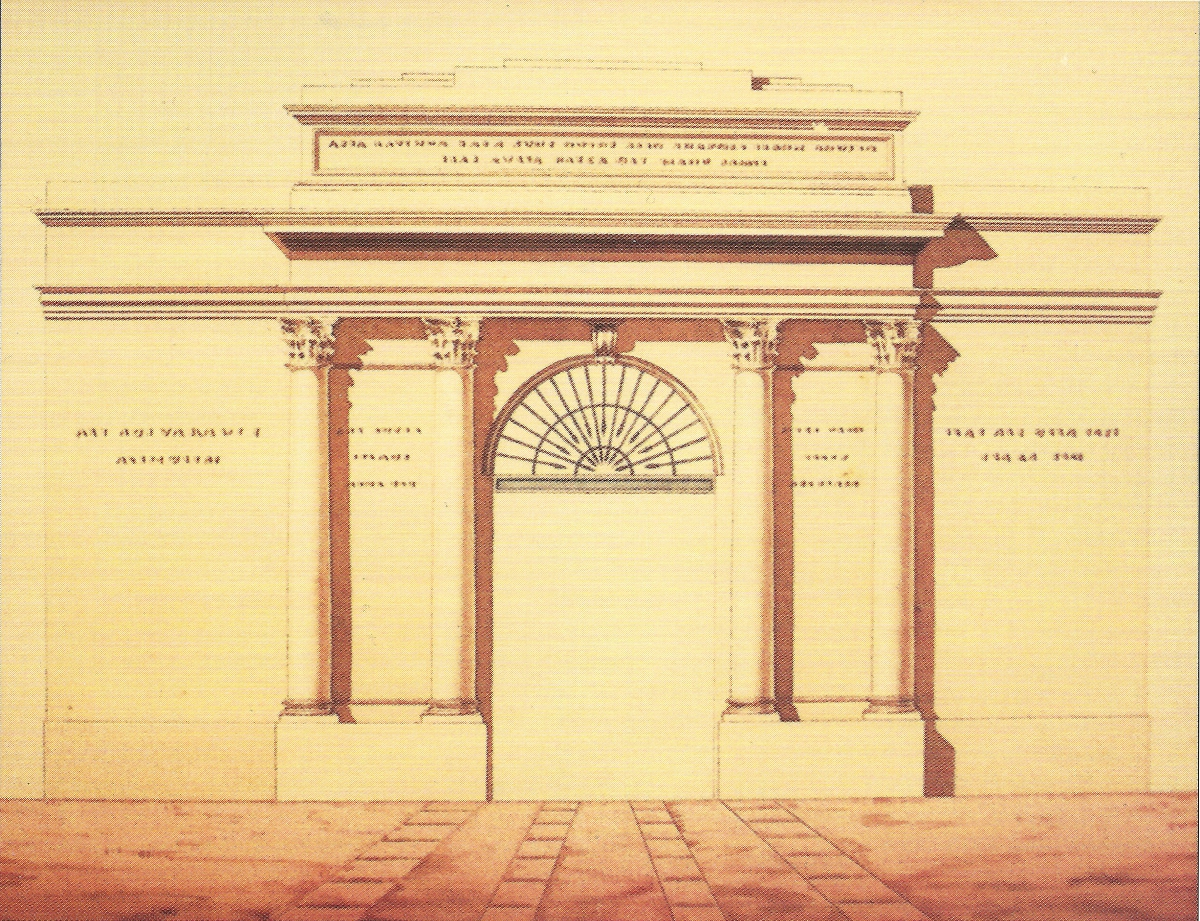
Progetto di riduzione di Porta Nuova, Pietro Matteucci.
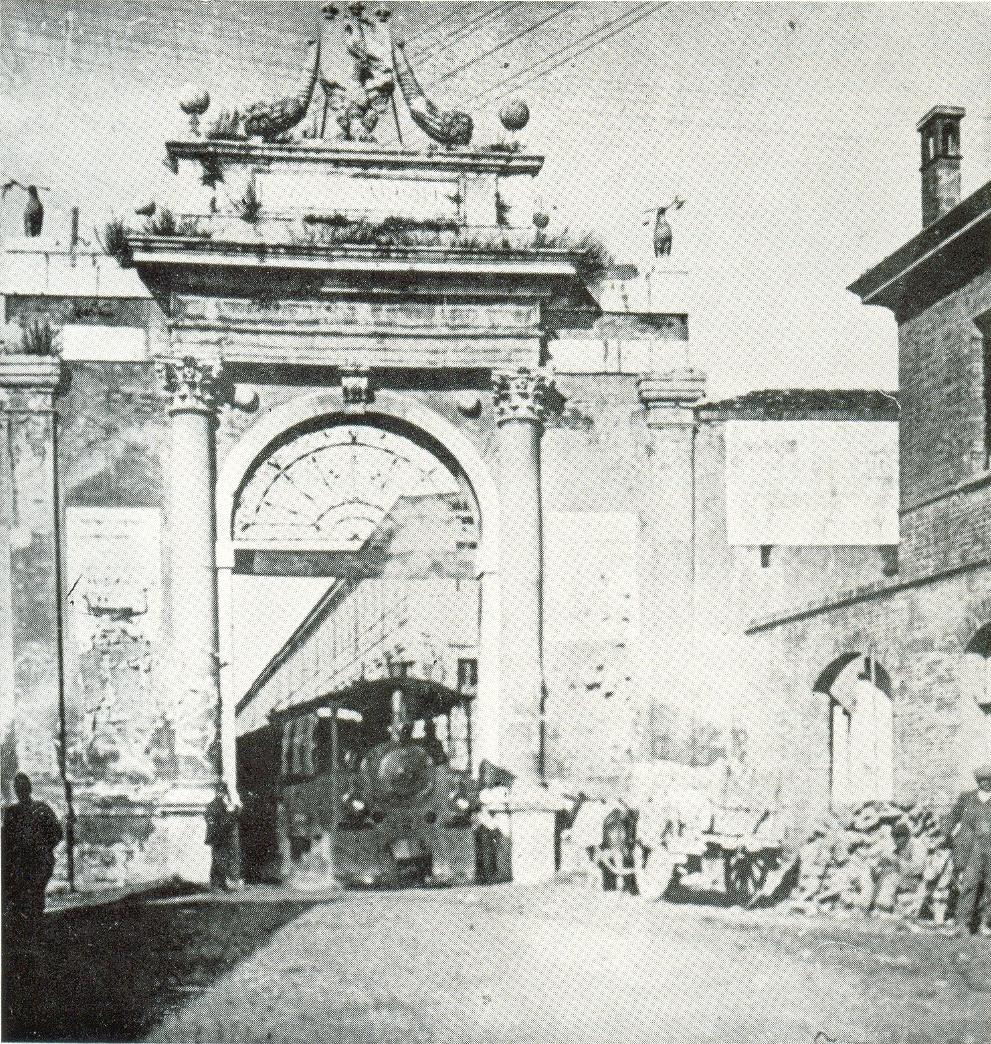
Locomotiva della tranvia Forlì-Ravenna che transita sotto porta Nuova.
Porta Nuova negli anni 1930.
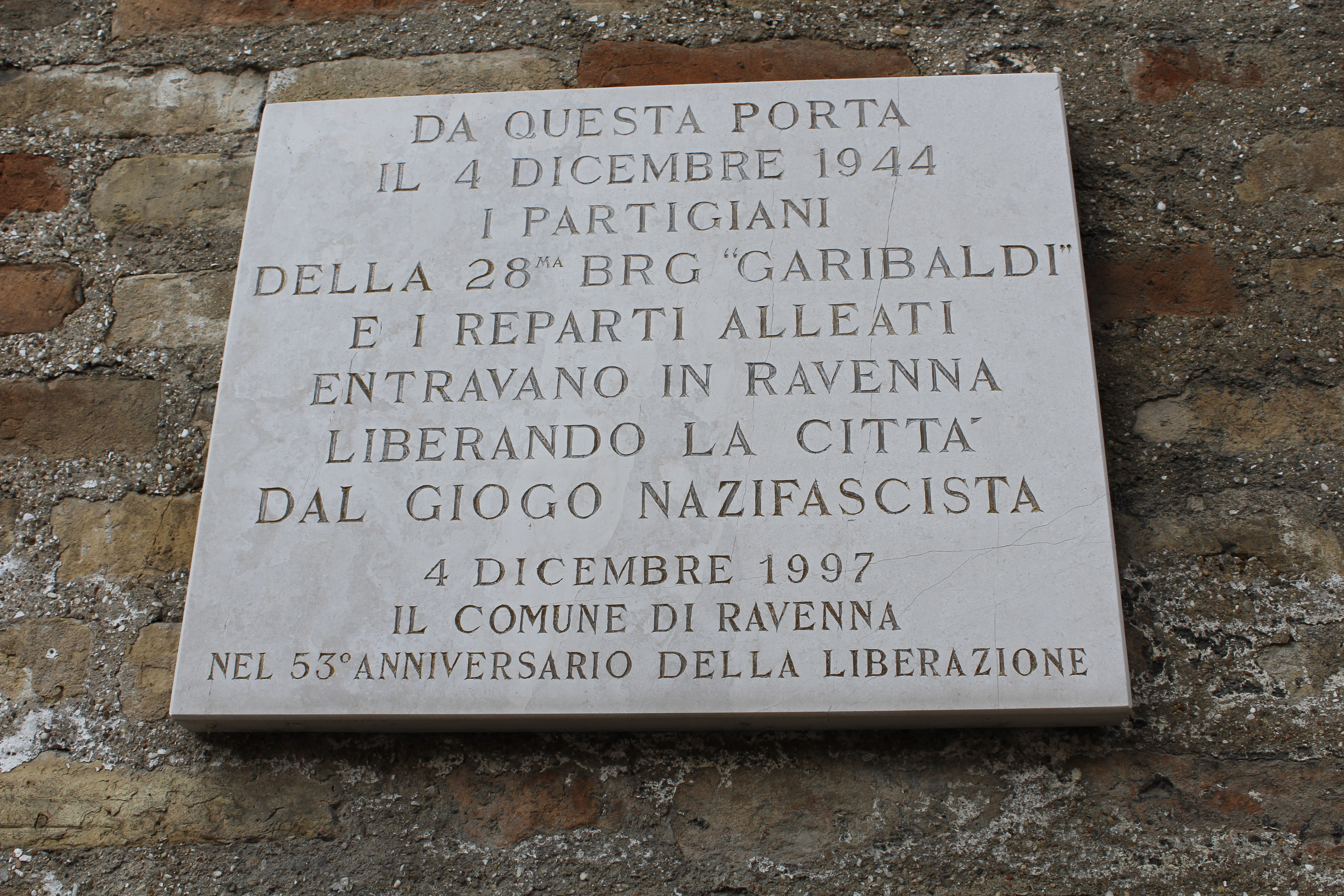
Targa commemorativa presente sulla parete interna della porta.